# 昌原LG獵隼
昌原LG獵隼（韓語：창원 LG 세이커스）為韓國職業籃球隊，以韓國昌原市作為球隊所在地，參加韓國籃球聯賽，母企業為LG集团，成立至今未曾搬遷球隊所在地。2025年5月17日，昌原LG獵隼獲得隊史第一座KBL總冠軍。

## 榮譽
- 韓國籃球聯賽冠軍 :  2024–25